# Pterocypha lezardata
Pterocypha lezardata är en fjärilsart som beskrevs av Claude Herbulot 1988. Pterocypha lezardata ingår i släktet Pterocypha och familjen mätare. Inga underarter finns listade.